# Simmentaler Bauernhaus

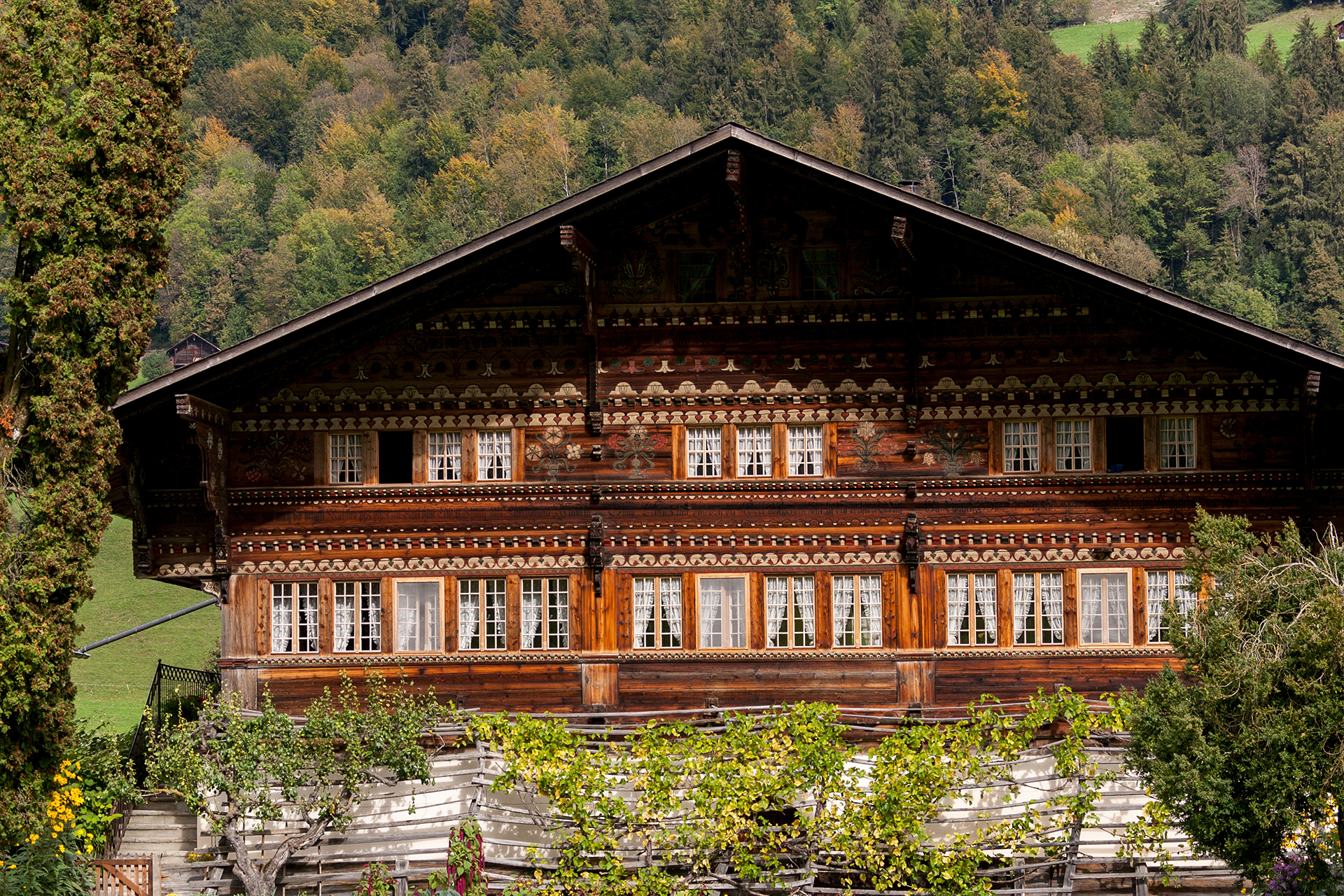
«Knuttihaus» in Därstetten von 1756 (2006)

Simmentaler Bauernhaus bezeichnet eine Bauart von Holzhäusern alpiner Bauweise des 15. bis 19. Jahrhunderts. Sie wurden im Simmental und benachbarten Gebieten im Schweizer Kanton Bern errichtet. Etwa 120 Häuser werden durch drei «Simmentaler Hauswege» touristisch erschlossen, 20 von ihnen stehen als Kulturgut unter Denkmalschutz.

## Geschichte
Die heute erhaltenen Simmentaler Häuser sind 200 bis 500 Jahre alt. Die Zucht und Ausfuhr der bekannten Simmentaler Kühe hatten dem Bergtal grossen Reichtum eingebracht. Im 17. und 18. Jahrhundert erhielten die grossformatigen Bauernhäuser durch den «jüngeren Simmentaler Stil» und die Simmentaler eine reiche Zierde und Ausschmückung. Die Häuser wurden gegen Ende des 20. Jahrhunderts unter Schutz gestellt.

## Beschreibung
Die Bauernhäuser haben in der Regel vier Geschosse. Über einem Keller- bzw. Erdgeschoss aus Bruchsteinmauerwerk erhebt sich das «Stubengeschoss» mit einer Fensterfront in Ständerbauweise. Das weitere Haus ist mit Blockbohlen gezimmert. Die Balken wurden früher mit einem breiten Zimmermannsbeil behauen und zu späteren Zeiten gesägt. Die reich verzierte Schaufront umfasst teils mehr als drei Stuben mit jeweils fünf Fensterachsen. Darüber erhebt sich das «Gadengeschoss» mit Schlaf- und Lagerräumen. Diese zeigen heute oft noch kleinformatige Fenster, während die der Stuben vergrössert wurden. Der darüberliegende «Firstgaden» unter dem Dach ist ebenfalls Lagerraum. Bei älteren Häusern des 16. Jahrhunderts wurde hier noch der Kaminrauch durch Rauchlöcher abgeführt, die später durch kleine Fenster oder Holzläden verschlossen wurden. Hinter der Stubenfront schlossen sich Stall und Scheune im rückwärtigen Teil des Gebäudes an.
Die weitausladenden Satteldächer mit geringer Neigung waren früher «Schwaardächer», die bis ins 19. Jahrhundert hinein mit hölzernen Legschindeln eingedeckt wurden. «Schwaarsteine» beschwerten die Dachdeckung.
Im Niedersimmental und Diemtigtal gibt es einige Vertreter von Mischtypen, die unter dem Krüppelwalmdach die typische Bogenschalung am Giebel («Ründe») des Berner Bauernhauses im Mittelland zeigen.

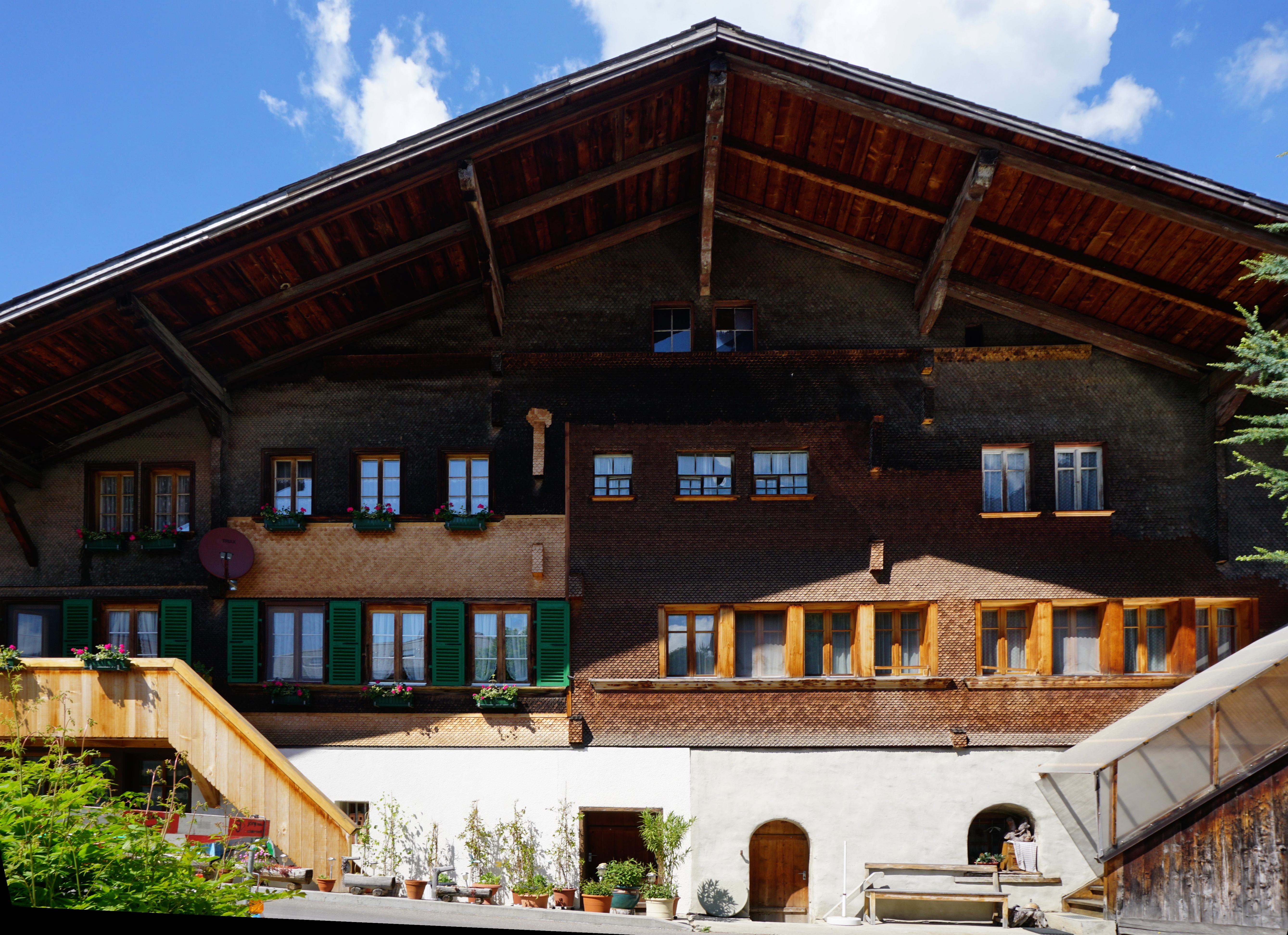
Doppelbauernhaus von 1550 in Zweisimmen
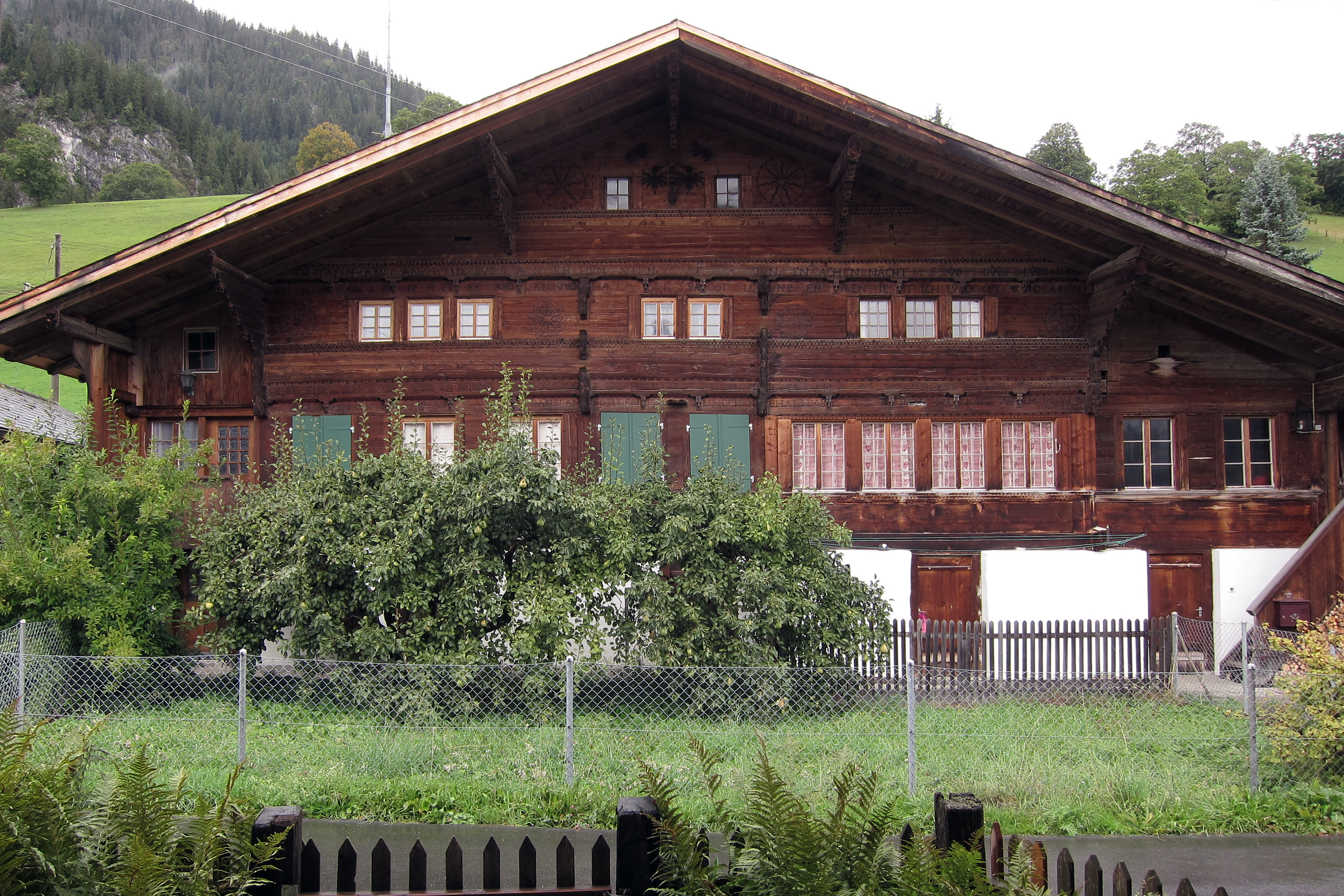
Haus von 1655 in Boltigen
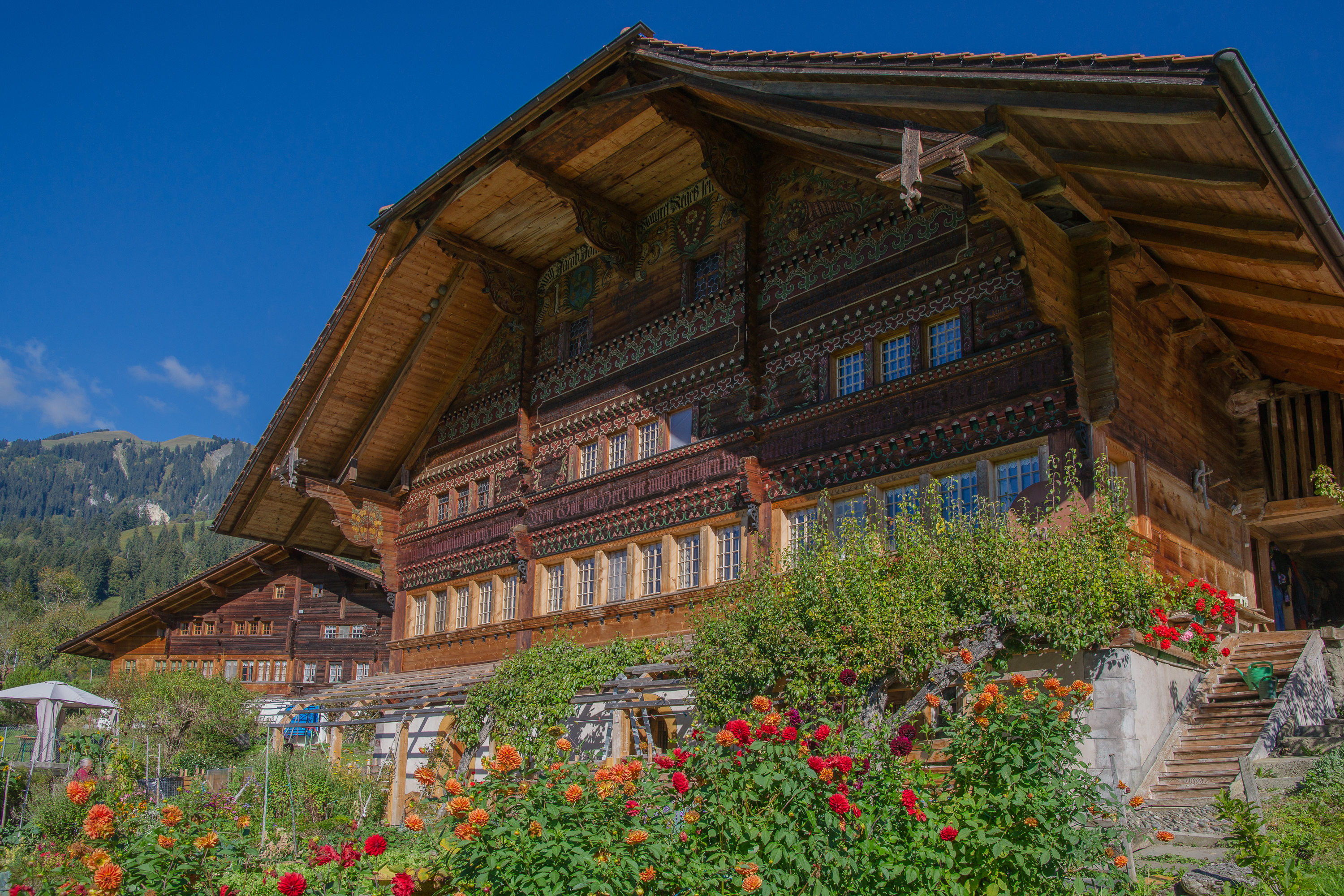
«Vennerhaus» von 1757 in Oberwil
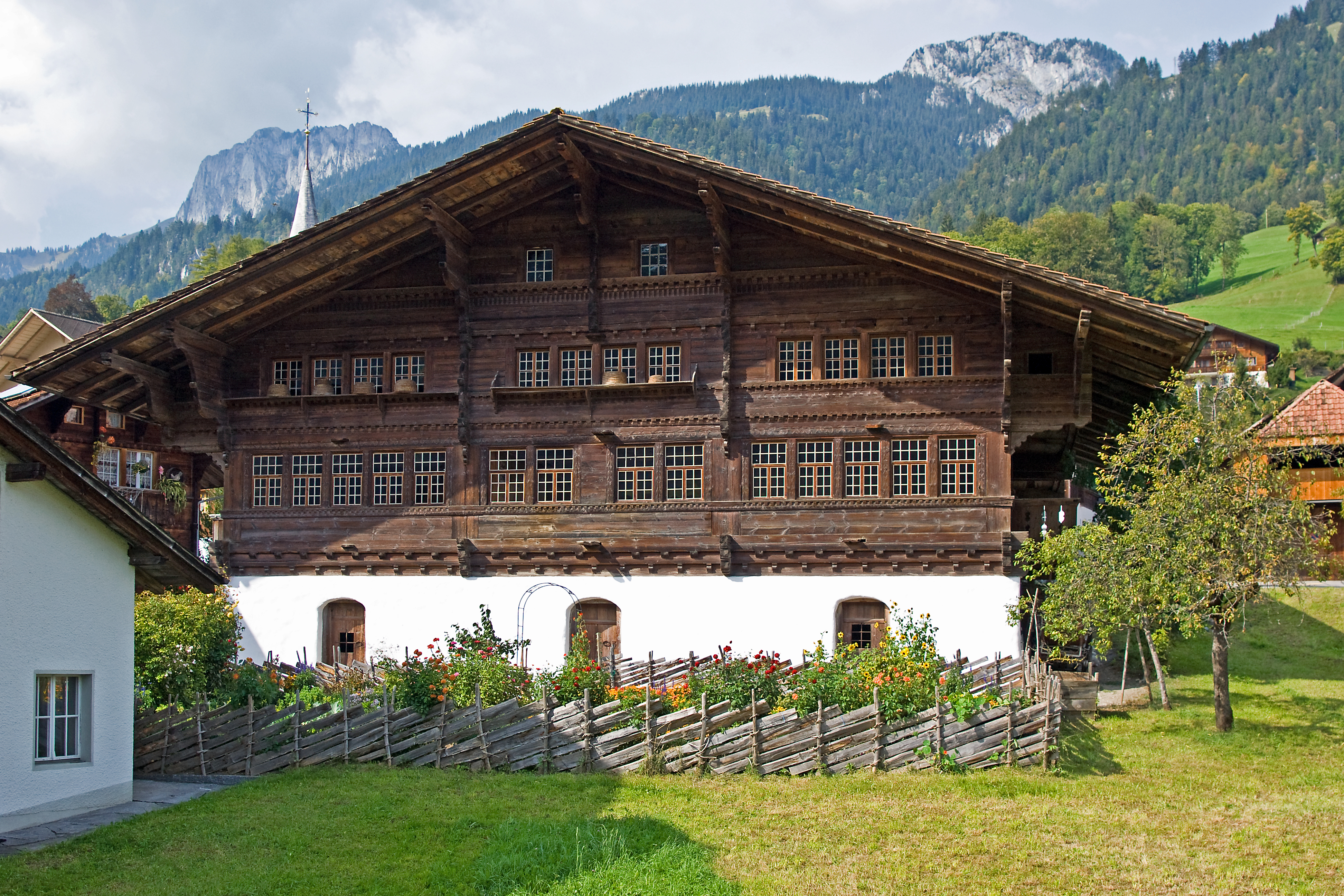
«Agensteinhaus» von 1766 in Erlenbach
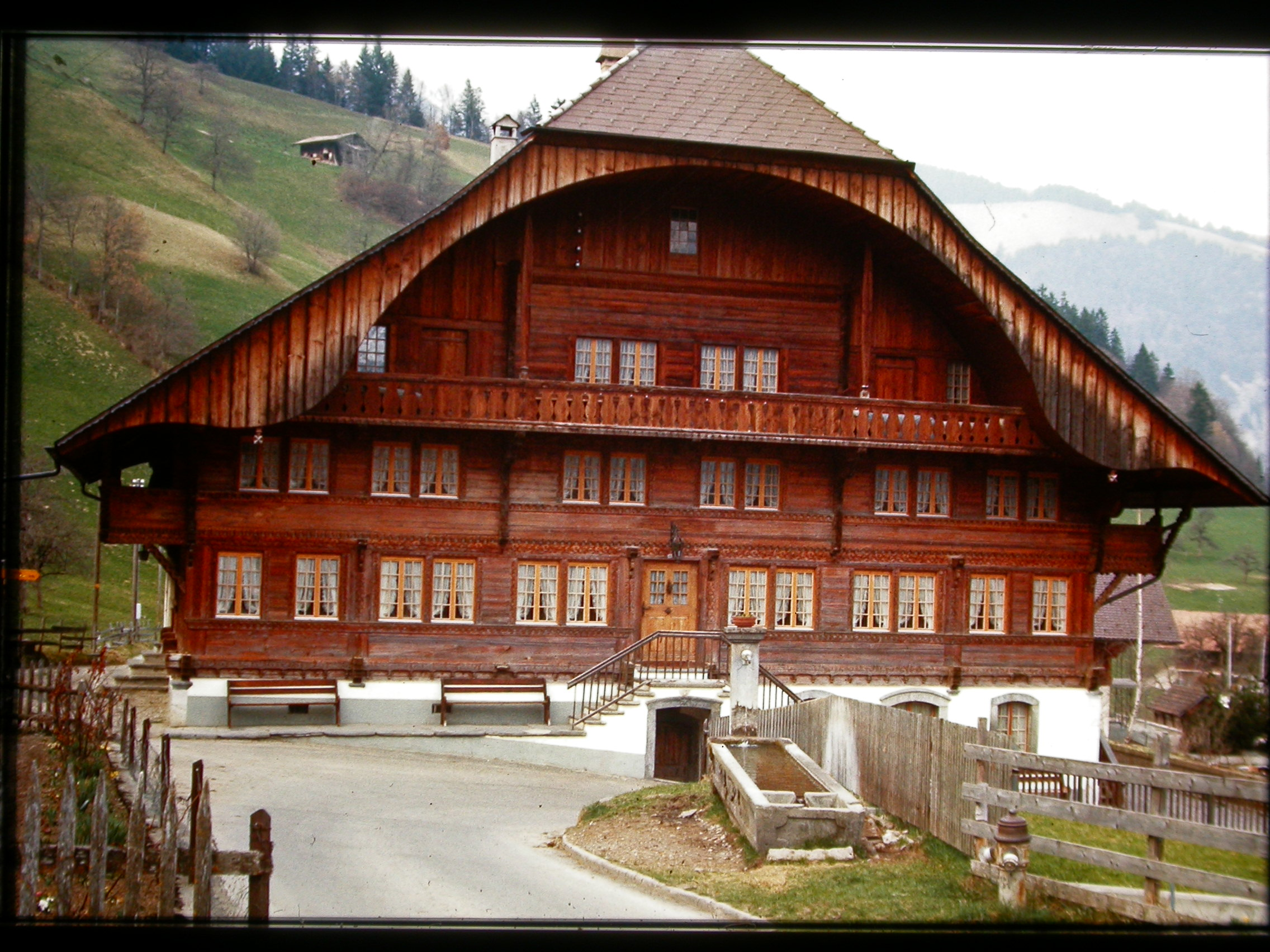
Haus von 1789 mit «Ründe» in Diemtigen